# Purcell (Oklahoma)
Purcell település az Amerikai Egyesült Államok Oklahoma államában, McClain megyében, melynek megyeszékhelye is. Lakosainak száma 6651 fő (2020. április 1.).

## Népesség
A település népességének változása:
| Lakosok száma | 2277 | 5884 | 6651 |
|               | 1900 | 2010 | 2020 |